# Antoinette Meyer
Antoinette Josefa Clara Molitor z d. Meyer (ur. 19 czerwca 1920 w Hospental, zm. 19 lipca 2010 w Thun) – szwajcarska narciarka alpejska, srebrna medalistka igrzysk olimpijskich i mistrzostw świata.

## Kariera
Największy sukces w karierze Antoinette Meyer osiągnęła w 1948 roku, kiedy podczas igrzysk olimpijskich w Sankt Moritz zdobyła srebrny medal w slalomie. Po pierwszym przejeździe Szwajcarka zajmowała czwarte miejsce, tracąc do prowadzącej Gretchen Fraser z USA 1 sekundę. W drugim przejeździe Meyer uzyskała najlepszy wynik, co dało jej drugi łączny czas. Ostatecznie na podium rozdzieliła Fraser oraz Austriaczkę Erikę Mahringer. Parę dni wcześniej wystartowała także w biegu zjazdowym, który ukończyła na jedenastej pozycji. Były to jej jedyne występy na międzynarodowej imprezie tej rangi. Ponadto czterokrotnie zdobywała mistrzostwo Szwajcarii: w zjeździe w 1943 roku, slalomie w latach 1944 i 1945 oraz kombinacji w 1945 roku. W 1948 roku zakończyła karierę.
Jej mężem był szwajcarski narciarz alpejski Karl Molitor. Wraz z mężem prowadziła sklep sportowy w Wengen, który w latach 80' przekazali swemu synowi.

## Osiągnięcia

### Igrzyska olimpijskie
| Miejsce | Dzień    | Rok  | Miejscowość  | Konkurencja | Czas biegu | Strata | Zwyciężczyni     |
| ------- | -------- | ---- | ------------ | ----------- | ---------- | ------ | ---------------- |
| 11.     | 2 lutego | 1948 | Sankt Moritz | Zjazd       | 2:28,3 min | +7,1 s | Hedy Schlunegger |
| 2.      | 5 lutego | 1948 | Sankt Moritz | Slalom      | 1:57,2 min | +0,5 s | Gretchen Fraser  |

### Mistrzostwa świata
| Miejsce | Dzień    | Rok  | Miejscowość  | Konkurencja | Czas biegu | Strata | Zwyciężczyni     |
| ------- | -------- | ---- | ------------ | ----------- | ---------- | ------ | ---------------- |
| 11.     | 2 lutego | 1948 | Sankt Moritz | Zjazd       | 2:28,3 min | +7,1 s | Hedy Schlunegger |
| 2.      | 5 lutego | 1948 | Sankt Moritz | Slalom      | 1:57,2 min | +0,5 s | Gretchen Fraser  |